# ثعلب التبت
ثعلب التبت (الاسم العلمي: Vulpes ferrilata) يسمى أحياناً ثعلب صحاري التبت أو الثعلب التيبيتي وهو نوع من أنواع جنس الثعلب التي تعيش في مرتفعات هضبة التبت. بإمكان هذا النوع العيش من 8 سنوات إلى 10 سنوات ولكنه في الغالب يموت في عمر الخامسة.

## المواصفات الجسدية
وهناك أنواع من الثعالب تنتمي إلى هدا النوع : كالثعالب القطبية و الثعلب الأزرق :. و الثعلب القطبي أصغر من الثعلب الأحمر. يبلغ ارتفاعه 30 سم ويزن ما بين 4.5 و 8 كجم (متوسط الوزن : 3.6 كجم ، و 57 غرام عند الولادة). يعيش في القطب الشمالي في الوقت الذي يعيش كذلك بالتندرا في شمال آسيا وأوروبا وأمريكا حيث يعيش في مجموعات صغيرة ، يصطادون ليلا ونهارا. ويمكن العثور عليه في معظم الأحيان على الجليد ولكن يمكنه الانتقال في بعض الأحيان مئات الكيلومترات عن الأرض الذي يعيش فيها. و هي مهددة بالانقراض في الدول الاسكندينافية وفنلندا ، حيث تتمتع بالحماية. في فصل الشتاء يكون فراؤها أبيض اللون ولكنه يصبح في فصل الصيف بني: وتسمى هذه المرحلة مرحلة الأبيض والبني. ثعالب القطب الشمالي قليلة (أقل من 5 ٪ عموما) . في غرينلاند الثعالب ذات لون ازرق حيث تتغير من اللون الأزرق الرمادي الداكن في الشتاء إلى زرقاء رمادية بالصيف. لا تقوم بالسبات بل تبقى نشيطة طوال السنة ، وتتغذى على الجيفة ، الحيتانيات ، و الفقمات الصغيرة بقايا فرائس الدببة القطبية. الشعر الكثيف ضروري جدا لمقاومة البرد، لأنه يبدأ بالرعشة في 40- درجة مئوية. أذنيه قصيرة، إضافة إلى أن حجمه و شكله يساعده على عدم فقدان الحرارة (يمكنه البقاء على قيد الحياة في درجات حرارة قريبة من 80- درجة مئوية). و رجلاه أكثر صغرا من أرجل الثعلب الأحمر.

## الغذاء
== التزاوج == يتزاوج الأنثى في فصل الخريف

## انظر ايضاً
- ثعلب السهوب